# Jaime Gavilán
Jaime Gavilán Martínez (Valencia, 12 mei 1985) is een gewezen Spaans profvoetballer die bij voorkeur als middenvelder speelt.

## Clubvoetbal
Gavilán debuteerde in het seizoen 2002/2003 in het shirt van Valencia CF in de Primera División. Na drie seizoenen op huurbasis bij FC Cartagena (2003/2004), CD Tenerife (2004/2005) en Getafe CF (2005/2006) keerde hij in de zomer van 2006 terug bij Valencia CF. Gavilán leek zijn kans te krijgen bij Los Chés met onder meer vier wedstrijden in de UEFA Champions League, maar op 28 oktober 2006 scheurde hij de voorste kruisband van zijn rechterknie, in de competitiewedstrijd tegen Racing de Santander. Daardoor was Gavilán de rest van het seizoen 2006/2007 uitgeschakeld. In december 2007 volgde een tweede periode op huurbasis bij Getafe CF, waarvoor hij onder meer drie wedstrijden in de UEFA Cup speelde. Hij stapt definitief over naar deze club aan het begin van het seizoen 2008/2009.
Hij tekende in juni 2014 een eenjarig contract bij Levante UD, met een optie voor nog twee seizoenen.  Hij kon er echter nooit doorbreken, zodat hij in februari 2015 overstapte naar het Griekse Platanias FC, een ploeg uit de Super League.  Hij zou er een mooie negende plaats behalen, een evenaring van het clubrecord.
Vanaf het seizoen 2015-2016 verhuisde hij naar India bij Atlético de Kolkata, een ploeg uit de Indian Super League.  Tijdens de winterstop stapt hij over naar de Zuid-Koreaanse voetbalclub Suwon FC.  Daar speelde hij samen met de gewezen Belgische internationaal Marvin Ogunjimi.
Vanaf het seizoen 2017-2018 speelde hij voor de Indische voetbalclub Chennaiyin FC.
Tijdens het seizoen 2018-2019 keerde hij terug naar zijn vaderland en tekende voor AD Alcorcón, een ploeg uit de Segunda División A.  De ploeg zou uiteindelijk als veertiende eindigen.
Het daaropvolgende seizoen 2019-2020 zakte hij nog een niveau en vertegenwoordigde UD San Sebastián de los Reyes in de Segunda División B. Met deze ploeg zou hij zich dankzij een tweede plaats in de eindafrekening kunnen plaatsen voor de play offs, maar in de eerste ronde bleek Algeciras CF met 1-3 te sterk te zijn. Het daaropvolgende seizoen 2020-2021 werd zijn laatste uit zijn carrière als voetballer. De ploeg kon zich plaatsen voor de play offs promotie naar Segunda División A, maar werd in de eerste ronde uitgeschakeld door Algeciras CF.  Op deze manier bekwam de ploeg een plaats in de nieuwe Primera División RFEF.

## Nationaal elftal
Gavilán werd tweemaal Europees kampioen met een Spaanse jeugdploeg: in 2001 op het EK Onder-17 en in 2004 op het EK Onder-19.